# Сверхквалификация
Сверхквалификация (англ. Overqualification, также Overspecialization — сверхспециализация) — ситуация, при которой человек имеет квалификацию или образование, превышающее то, которое необходимо для работы на данной должности. 
В некоторых обществах сверхквалификация становится все более распространенной, поскольку доля выпускников учебных заведений растет быстрее, чем доля рабочих мест в экономике, требующих соответствующей подготовки.

## Сверхквалификация как эвфемизм
Концепция сверхквалификации может являться эвфемизмом, используемым работодателями в ситуации, когда они не хотят раскрывать истинные причины, по которым они не наняли заявителя. Термин «сверхквалифицированный» может маскировать:
- со стороны работодателя: дискриминацию по возрасту;
- опасения работодателя в неопределенности способности кандидата выполнять данную работу;
- опасения работодателя, что соискатель ищет работу на временной основе, в то же время продолжая искать другую;
- со стороны соискателя: ожидание слишком большой зарплаты[1];
- невосприимчивость к новым технологиям или высокомерное отношение.

Термин «сверхквалифицированный» в любом определении должен рассматриваться как субъективный, разработанный лицом, выполняющим оценку заявителя, исходя из своей точки зрения, которая может быть сама по себе предвзятой. В жизни некоторых работников действительно наступает момент, когда они вынуждены сделать выбор для снижения уровня ответственности, и ситуацию, когда кандидат готов занять более низкую должность, сопровождаемую более низкой зарплатой, следует воспринимать как «добавленную стоимость» для компании. Если же решение считать данного соискателя «сверхквалифицированным» не основано на фактических или непредвзятых факторах, то может идти речь о дискриминации.
В судебной практике США термин «сверхквалифицированный» был признан, как иногда использующееся «кодовое слово для слишком старых» (т.е. дискриминация по возрасту) в процессе найма.

## Защита менее квалифицированных кандидатов
Государственное учреждение-работодатель может иметь гласные или негласные верхние пределы квалификации для определённой должности. Эти ограничения защищают менее квалифицированных людей, например, недавно получивших высшее образование, что позволяет им также найти работу. Например, в таких странах, как Германия или Швейцария, оплачиваемая должность аспиранта, как правило, не предоставляется кандидату, который уже имеет степень PhD.
Кроме того, короткая, но успешная карьера может быть предпочтительнее более длительной, но менее успешной, несмотря на приобретение большего опыта в течение последней.

## Советы «сверхквалифицированным» соискателям
Н. Крокетт-Нтонга рекомендует соискателям при составлении сопроводительного письма или резюме учитывать потенциальные проблемы, такие как требования к зарплате, до того, как работодатель выскажет какие-либо замечания по поводу их сверхквалификации. Барбара Мозес советует подчеркивать готовность наставлять младших сотрудников, а также сосредоточиться на том, что именно заявителя привлекает на той работе, на которую он претендует, а не подчеркивать собственные амбиции или желание бросить вызов. Сверхквалифицированный сотрудник может быть запасным активом для работодателей, особенно тогда, когда широта собственного опыта позволяет ему брать на себя дополнительные обязанности.

## Соискатели с учёной степенью
Кандидат с учёной степенью может быть характеризован как соискатель, имеющий чрезмерную специализацию, которая проявляется в отсутствии перспективы. Например, такой кандидат не может должным образом быть готовым для карьеры в области разработки, производства или технического управления.
В корпоративном мире некоторые учёные критиковались как неспособные превращать теории в полезные стратегии и не умеющие работать в команде, хотя они и считаются желательными и даже необходимыми на многих должностях, например, в качестве надзорных при проведении исследований, особенно Кандидаты в области биомедицинских наук.
Даже на некоторых рабочих местах в вузах люди могут связывать негативные факторы с учёной степенью, в том числе отсутствие необходимых качеств преподавателя, чрезмерную специализацию, нежелательный набор профессиональных приоритетов, сосредоточение на саморекламе.